# Amstel Curaçao Race 2004
Op 30 oktober 2004 werd de 3e editie verreden van de Amstel Curaçao Race. De wedstrijd, die 86,1 kilometer lang was, werd gewonnen door de Spanjaard Óscar Freire. 

## Uitslag (top 10)
| rang | renner              | land      | ploeg             |
| ---- | ------------------- | --------- | ----------------- |
| 1    | Óscar Freire        | Spanje    | Rabobank          |
| 2    | Max van Heeswijk    | Nederland | US Postal         |
| 3    | Davide Rebellin     | Italië    | Team Gerolsteiner |
| 4    | José Iván Gutiérrez | Spanje    | Illes Balears     |
| 5    | Erik Dekker         | Nederland | Rabobank          |
| 6    | Ron Vroom           | Nederland |                   |
| 7    | Thomas Dekker       | Nederland | Rabobank          |
| 8    | Bas Giling          | Nederland | Rabobank          |
| 9    | Bart Brentjens      | Nederland | T-Mobile Team     |
| 10   | Raffaele Ferrara    | Italië    | Alessio           |